# Acrochordonichthys
Acrochordonichthys är ett släkte av fiskar. Acrochordonichthys ingår i familjen Akysidae.
Kladogram enligt Catalogue of Life:
| Acrochordonichthys | \| \| Acrochordonichthys chamaeleon \| \| \| \| \| \| Acrochordonichthys falcifer \| \| \| \| \| \| Acrochordonichthys guttatus \| \| \| \| \| \| Acrochordonichthys gyrinus \| \| \| \| \| \| Acrochordonichthys ischnosoma \| \| \| \| \| \| Acrochordonichthys mahakamensis \| \| \| \| \| \| Acrochordonichthys pachyderma \| \| \| \| \| \| Acrochordonichthys rugosus \| \| \| \| \| \| Acrochordonichthys septentrionalis \| \| \| \| \| \| Acrochordonichthys strigosus \| \| \| \| |
|                    | \| \| Acrochordonichthys chamaeleon \| \| \| \| \| \| Acrochordonichthys falcifer \| \| \| \| \| \| Acrochordonichthys guttatus \| \| \| \| \| \| Acrochordonichthys gyrinus \| \| \| \| \| \| Acrochordonichthys ischnosoma \| \| \| \| \| \| Acrochordonichthys mahakamensis \| \| \| \| \| \| Acrochordonichthys pachyderma \| \| \| \| \| \| Acrochordonichthys rugosus \| \| \| \| \| \| Acrochordonichthys septentrionalis \| \| \| \| \| \| Acrochordonichthys strigosus \| \| \| \| |
|                    | Akysis |
|                    | |
|                    | Breitensteinia |
|                    | |
|                    | Parakysis |
|                    | |
|                    | Pseudobagarius |
|                    | |
|                    | Acrochordonichthys chamaeleon |
|                    | |
|                    | Acrochordonichthys falcifer |
|                    | |
|                    | Acrochordonichthys guttatus |
|                    | |
|                    | Acrochordonichthys gyrinus |
|                    | |
|                    | Acrochordonichthys ischnosoma |
|                    | |
|                    | Acrochordonichthys mahakamensis |
|                    | |
|                    | Acrochordonichthys pachyderma |
|                    | |
|                    | Acrochordonichthys rugosus |
|                    | |
|                    | Acrochordonichthys septentrionalis |
|                    | |
|                    | Acrochordonichthys strigosus |
|                    | |

|  | Acrochordonichthys chamaeleon      |
|  |                                    |
|  | Acrochordonichthys falcifer        |
|  |                                    |
|  | Acrochordonichthys guttatus        |
|  |                                    |
|  | Acrochordonichthys gyrinus         |
|  |                                    |
|  | Acrochordonichthys ischnosoma      |
|  |                                    |
|  | Acrochordonichthys mahakamensis    |
|  |                                    |
|  | Acrochordonichthys pachyderma      |
|  |                                    |
|  | Acrochordonichthys rugosus         |
|  |                                    |
|  | Acrochordonichthys septentrionalis |
|  |                                    |
|  | Acrochordonichthys strigosus       |
|  |                                    |

## Bildgalleri

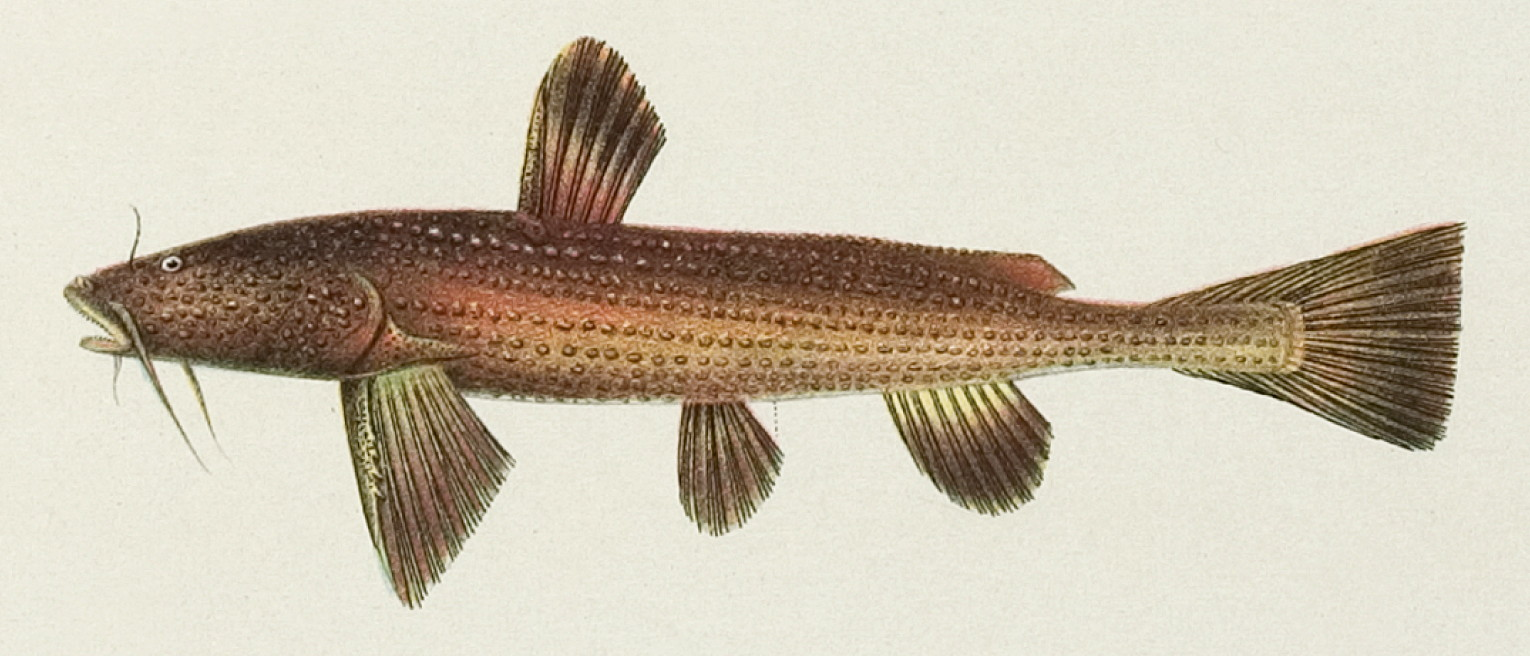